# Mama Cax
Ne doit pas être confondu avec Mama Cass.
Mama Cax, de son vrai nom Cacsmy Brutus, née le 20 novembre 1989 à New York et morte le 16 décembre 2019 à Londres, est un mannequin américano-haïtienne et une militante pour les droits des personnes handicapées. Amputée de la jambe droite à 16 ans, elle est une figure non conventionnelle du mannequinat moderne.

## Biographie
Née à New York, elle grandit en Haïti. À l'âge de quatorze ans, on lui diagnostique un ostéosarcome et un cancer des poumons et les médecins lui donnent trois semaines à vivre. Deux ans plus tard, elle reçoit une prothèse de hanches, sans succès avant d'être finalement amputée de la jambe droite,. Elle avouera plus tard avoir mis trois ans pour reprendre confiance en elle et avoir caché sa prothèse les premières années. Elle choisit le nom de Mama Cax à l'université. Mama Cax possède un baccalauréat universitaire et une maîtrise universitaire en Relations internationales.
Sportive avant son amputation, elle réapprend à l'âge de 18 ans à jouer du basket-ball en fauteuil roulant.
Le 15 septembre 2016, elle est invitée à participer à la première White House Fashion Show à la Maison-Blanche, organisé par Barack et Michelle Obama. À cette époque, elle travaille pour le bureau du maire de New York tout en terminant ses études.
Membre de la campagne de Wet'n'Wild beauty, elle est signée par l'agence Jag Models en 2017.
En septembre 2018, elle fait ses débuts lors de la New York Fashion Week et défile en maillot de bain pour la créatrice Becca McCharen, la fondatrice de la marque Chromat militant pour l'inclusion dans le monde de la mode en faisant défiler des mannequins sortant des « standards » de la beauté. Pour l'occasion, sa prothèse de jambe est habillée aux couleurs du maillot qu'elle porte. Le même mois, elle fait la couverture de Teen Vogue avec Jillian Mercado et Chelsea Werner. 
Elle est le visage de la marque Olay pour leur campagne de produits solaires en 2019. Elle défile également lors du show Fenty Beauty de Rihanna. Elle a également travaillé pour les marques ASOS ou Tommy Hilfiger. Également blogueuse, elle est suivie par 174 000 personnes sur Instagram où elle parle de body positive et de la place des personnes handicapées aujourd'hui. Mama Cax organise aussi des conférences sur le body positive.
En octobre 2019, elle annonce s'entraîner pour participer au Marathon de New York en fauteuil.
Souffrant de douleurs abdominales et plusieurs caillots sanguins dans les poumons, elle est admise à l'hôpital à Londres début décembre 2019.
Le 20 décembre, sa famille annonce sur Instagram qu'elle est morte quatre jours auparavant, le 16 décembre.